# Маргарита Мазовецкая
Маргарита (Малгожата) Мазовецкая (пол. Małgorzata mazowiecka; до 1358 — 14 мая 1388) — силезская княжна из мазовецкой линии династии Пястов, жена герцога Померании-Слупска Казимира IV (1351 — 2 января 1377) и князя Бжега Генриха VII (1343/1345 — 11 июля 1399).

## Биография
Маргарита была дочерью князя Мазовецкого Земовита III и Евфимии Опавской.
В 1369 году Маргарита была выдана замуж за Казимира IV, герцога Померании-Слупска, сына герцога Померании-Вольгаста и Померании-Слупска Богуслава V Великого и Елизаветы Польской. В это время Казимир, племянник короля Польши Казимира III Великого, был очень близок к нему и считался его наследником. Таким образом, этот брак был очень важным союзом и был призван привнести мазовецкую кровь в польскую королевскую семью. Для Казимира это был второй брак — годом ранее умерла его первая жена Кенна Литовская, дочь великого князя литовского Ольгерда.
Надеждам заполучить польский трон сбыться не случилось — после смерти Казимира Великого, несмотря на поддержку кандидатуры Казимира IV на польский престол частью великопольских магнатов, суд аннулировал завещание и по так называемому «договору о пережитии» королём Польши стал Людовик I Великий.
За несколько лет до этого отец Маргариты князь Земовит III женился на Анне Зембицкой. У них было двое детей, которые умерли молодыми, прежде чем Анна родила здорового сына Генриха. Но Земовит не поверил, что это его ребёнок; он обвинил жену в прелюбодеянии и приказал её задушить, а Генрих был удален. Через несколько лет стало очевидно, что ребёнок внешне очень похож на своего отца. Маргарита решила спасти своего сводного брата и привезла его в свой особняк в Слупске. Позже Земовит признал, что Генрих все же его сын и сделал его епископом Плоцка.
2 мая 1377 год муж Маргариты герцог Казимиир IV умер, их брак остался бездетным.
Спустя два года, в июле 1379 года, Маргарита второй раз вышла замуж за Генриха VII Бжегского, для которого это также был второй брак. У них было двое детей:
- Маргарита (1380/1384 — после 2 октября 1408). Она была обручена с Сигизмундом Люксембургским, императором Священной Римской империи, королем Чехии и Венгрии, но свадьба так и не состоялась.
- Людвик II (1380/1385 — 30 мая 1436), князь бжегский (1399—1436) и легницкий (1413—1436).

Дата смерти Маргариты Мазовецкой точно не установлена: по одним данным она умерла 14 мая 1388 года, по другим — 4 апреля 1396 года.